# ハジロオーストラリアムシクイ
ハジロオーストラリアムシクイ（学名：Malurus leucopterus）は、スズメ目オーストラリアムシクイ科に分類される鳥類の一種。

## 分布
オーストラリアのスピニフェックスや塩湖周辺草地、海岸地帯の草地などの比較的乾燥した地域に生息し、ダーク・ハルトフ島、バロウ島の灌木地帯に生息している。

## 分類
オーストラリア固有種で、3亜種が確認されている。最初に確認されたのは、ダーク・ハルトフ島亜種M. l. leucopterusで、1818年に発見された。その後、大陸亜種M. l. leuconotusが1865年に確認された。最後に、1901年にバロウ島亜種M. l. edouardiが確認された。
- M. l. leucopterus：基亜種であるダーク・ハルトフ島亜種。
- M. l. leuconotus：大陸亜種。
- M. l. edouardi：バロウ島亜種。

## 形態
大陸亜種と、他の2亜種では羽毛の色が全く違う。ダーク・ハルトフ島亜種およびバロウ島亜種のオスは、全体が黒色で雨覆が白色である。一方で、大陸亜種のオスは体色は青色からコバルトブルーで雨覆いが白い。ただし、大陸亜種にもまれに黒みを帯びた青色の個体、もしくは部分的に黒色になった個体が現れることがある。また、メスは3亜種とも明るい茶色で尾羽が淡い青色をしている。
体長は12～13cmで、バロウ島亜種が、亜種の中で最も小さい。

## 生態
食性は雑食性であるが、主な餌は昆虫で、小さなガや、イモムシ、クモなどを捕食する。その他、果実や種、サンファイアの若い根などを食べる。